# Mas de Panxeta
El Mas de Panxeta és un mas situat al municipi de Móra la Nova a la comarca catalana de la Ribera d'Ebre.